# (7176) Kuniji
(7176) Kuniji est un astéroïde de la ceinture principale.

## Description
(7176) Kuniji est un astéroïde de la ceinture principale. Il fut découvert le 1er décembre 1989 à Kitami par Kin Endate et Kazuro Watanabe. Il présente une orbite caractérisée par un demi-grand axe de 2,76 UA, une excentricité de 0,14 et une inclinaison de 8,0° par rapport à l'écliptique.

## Compléments